# Ronald O’Ferrall
Ronald Stanhope More O’Ferrall (* 1890; † 10. Oktober 1973) war der vierte anglikanische Bischof von Madagaskar von 1926 bis 1940.

## Leben

### Ausbildung
O’Ferrall wurde 1890 geboren. Er erhielt seine Ausbildung an der Charterhouse School und am Trinity College, Cambridge. Er wurde 1915 zum Priester ordiniert und wurde zunächst Kurat an der Chesterfield Parish Church und dann Assistant Priest an der St. George’s Cathedral, Jerusalem, sowie Housemaster (Hausvater und Schulleiter) an der daran angeschlossenen Schule.

### Karriere
Später ging er mit der Universities’ Mission to Central Africa als Missionar nach Nordrhodesien, bevor er zum Bischof ordiniert wurde. In Madagaskar blieb er bis 1940. Bei seiner Rückkehr nach England wurde er Assistant Bishop of Derby. Danach war er nacheinander Rector in Walton-on-Trent und Vicar von Repton, sowie auch Lehrer an der Repton School. 1947 wurde er Provost an der Kathedrale von Derby, bis 1953. Danach übernahm er zwei weitere Stellvertreterpositionen in Cranham, Gloucestershire (und Assistant Bishop of Gloucester) und Hyde, Hampshire, bevor er 1958 in Ruhestand ging.
Er starb am 10. Oktober 1973.